# Karol Kozłowski (muzyk)
Karol Kozłowski (ur. 29 lipca 1982 w Gdańsku) – polski muzyk sesyjny, gitarzysta basowy, kompozytor, aranżer. Członek zespołów: The Moongang, Paul Band, Quartado i Kombi Łosowski – od 2014 r.

## Życiorys
Od wczesnych lat był zainteresowany muzyką i dźwiękami. W wieku 6 lat dostał swój pierwszy instrument, był nim akordeon. Szkoła muzyczna im. Feliksa Nowowiejskiego w Gdańsku, w niej zdobywał wiedzę i pierwsze sukcesy, była początkiem jego kariery. Tam uczęszczał do klasy akordeonu równolegle rozwijając swoje umiejętności grając na fortepianie. Po 6 latach instrumentem wiodącym stał się klarnet. W drugiej klasie szkoły średniej rozpoczął edukację z gitarą basową.
W 2008 wyróżniony na XI Ogólnopolskim Przeglądzie Młodych zespołów Jazzowych i Bluesowych w Gdyni.
Współpraca: Marysia Sadowska, Kasia Cerekwicka, Piotr Jankowski, Tomasz Sowiński, Maciej Sikała, Cezary Paciorek, Leszek Możdżer, Dariusz Herbasz, Ilona „Gliwa” Damięcka, Kuba Badach, Janusz Radek, Blue Café, Kombi Łosowski, Grzegorz Lewandowski, Marcin Wądołowski.

### Możdżer+
W ramach przygotowania do koncertu Solidarity of Arts, Karol Kozłowski został zaproszony do współpracy przez Leszka Możdżera, zastępując wraz z perkusistą Grzegorzem Lewandowskim sekcję Marcusa Millera. Próby z Leszkiem Możdżerem odbyły się przy udziale Orkiestry Kameralnej „Aukso” pod dyrekcją Marka Mosia. Na próbach towarzyszył Naná Vasconcelos perkusista brazylijskiego Latin Jazzu, śpiewający i grający na rozmaitych instrumentach perkusyjnych oraz Izraelczyk Zohar Fresco, mający swój własny, niepodrabialny styl gry na bębnach ręcznych, ramowych.

### Teatr Muzyczny, Gdynia
Kierownik i aranżer muzyczny spektaklu „Błogosławieni. Pieśni Gospel”
Premiera: 4 lutego 2006 rok
Można go gościnnie usłyszeć w spektaklach: Siostrunie, Fame, Kiss Me Kate
Media:
„Energia i entuzjazm wykonawców pieśni gospel są wyjątkowo zaraźliwe. W sobotni wieczór na premierowym koncercie „Błogosławieni... Pieśni gospel” udzieliły się blisko 700 słuchaczom, którzy ostatnich piosenek wysłuchali na stojąco, tańcząc klaszcząc i śpiewając...”
Gazeta Wyborcza Trójmiasto

### The Moongang
Członek zespołu The Moongang.
Grupa The Moongang założona została w 2009 roku przez młodych chociaż już doświadczonych trójmiejskich muzyków. W jej skład wchodzą: Joanna Knitter, Piotr Góra, Karol Kozłowski, Marcin Wądołowski, Hubert Świątek oraz Roman Badeński.
Stylistyka zespołu zakorzeniona jest w bluesie, jednak muzycy czerpią inspiracje z wielu gatunków, takich jak jazz, soul czy funky. Jego charakter z jednej strony wyznacza szacunek do blues-rockowej tradycji, z drugiej jednak ciągła chęć eksperymentowania, dzięki czemu ich aranżacje cechuje świeżość i nowatorstwo.
Grupa może pochwalić się tym, że już w pierwszym roku działalności wystąpiła m.in. na dużej scenie Rawa Blues Festival 2009 w Katowicach, została laureatem konkursu zespołów na Festiwalu Muzycznym im. Ryśka Riedla 2010 w Chorzowie oraz jej nagranie trafiło na płytę prezentującą utwory czołowych polskich zespołów bluesowych „Antologia Polskiego Bluesa” wydanej pod patronatem radiowej Trójki.
Zespół jest w trakcie realizacji autorskiej płyty.

### Paul Band
Członek zespołu Paul Band.
Wanted to pierwsza, długo oczekiwana płyta zespołu Paul Band. Album zawiera trzynaście autorskich utworów skomponowanych przez lidera zespołu Krzysztofa Paula. W utworach przewija się: klimat nowoczesnego miejskiego bluesa, ekspresja rocka oraz harmonia i melodyka z okolic jazzu. Całość jednak jest utrzymana w spójnej konwencji muzyki instrumentalnej, improwizowanej, bogatej w różnorodne brzmienia i nastrojowe klimaty. Premiera płyty: 22 maja 2010, dystrybucja: Fonografika Skład zespołu: Krzysztof Paul-gitara Artur Jurek-piano, keyboard, hammond Karol Kozłowski – bas Adam Golicki – perkusja.
Zespół jest w trakcie realizacji drugiej płyty CD.

### GGC
Karol Kozłowski współpracuje od roku 2008 z trójmiejskim chórem Grace Gospel Choir.

### Light of Love
Kierownik muzyczny i aranżer zespołu Light of Love.
Koncerty i występy jako goście specjalni takich festiwali jak: Warsaw Gospel Days 2006, Stargard Gospel Days 2006, Międzynarodowy Festiwal Muzyki Gospel w Osieku 2006.

### Opera Bałtycka, Gdańsk
Organizator, pomysłodawca i wykonawca koncertu Gospel Light of Love w Operze Bałtyckiej w Gdańsku w kwietniu 2007 roku.

### Telewizja Polska S.A.
Współpraca z TVP1 przy Festiwalu Jedynki w Operze Leśnej w Sopocie w 2006 roku, w tym współpraca z: Kuba Badach, Maria Sadowska, Kasia Cerekwicka, Kombii, Blue Cafe.

### Piano 21
Nowy autorski projekt na polskiej scenie muzycznej – współpraca od 2008 roku
Mocno energetyczna, nowoczesna, muzyka pop z elementami jazzu oraz zapożyczeniami z różnych gatunków muzycznych. To niepowtarzalna, miła dla ucha, a zarazem porywająca przestrzeń dźwiękowa, która rozgrywa się poprzez spokojne, melodyjne tematy prowadzone w unisonach do bogatych rytmicznie groovów.
Muzykę piano2.1 można określić modnym obecnie mianem – Fusion. Autorem tematów jest założyciel i lider grupy Mariusz Wala, dla którego inspiracją były takie zespoły jak Mezzoforte, Spyro Gyra, Yellow Jackets czy Fourplay. Są to więc klimatyczne ballady z charakterystycznymi unisonami saxofonu altowego i gitary, z bogatą warstwą rytmiczną, improwizacjami, synkopami, przyjemną, nieco wyszukaną harmonią oraz energetyczne transowe utwory, wprawiające każdego, nawet wymagającego słuchacza w ruch. W zależności od atmosfery i aury koncertu, muzycy stopniują tempo i dynamikę zagęszczając faktury utworów. Dzięki improwizacjom mogą stać się one bliższe klimatowi jazzowemu, lub też zabrzmieć popowo czy też „klubowo”. Zespół ma za sobą kilka audycji radiowych m.in. w Radiu Gdańsk i Eska Nord, występował w doborowym towarzystwie – Jana Ptaszyna Wróblewskiego, Henryka Miśkiewicza, Wojciecha Karolaka, braci Niedzielów, Lory Szafran, Macieja Sikały. Band składa się z doświadczonych trójmiejskich muzyków. Zanim powstało piano21 grali w różnych formacjach – od rockowych i popowych po małe bandy jazzowe. Współpracowali z wieloma polskimi artystami – w tym – z czołówki polskiej sceny muzycznej, m.in. z: Mieczysławem Szcześniakiem, Grażyną Łobaszewską, Michałem Dąbrówką, Adamem Sztabą, Adamem Urbanowiczem, Krzesimirem Dębskim.

### ZagDańSki
Współtwórca, kierownik muzyczny i kompozytor do wielu utworów zespołu.
Zespół grający muzykę z pogranicza funku, soulu, r’n’b i fusion.
Zespół tworzą:
Karolina Trębacz – voc
Marcin Bogusz – git, voc
Marcin Wądołowski – git
Zdzisław Kalinowski – piano
Grzegorz Lewandowski – drums
Karol Kozłowski – bass, kier. muz.

### EleganS
Współpraca z zespołem EleganS w charakterze muzyka sesyjnego.
Późniejszy kierownik muzyczny. Koncerty między innymi; Muzyczna Scena LG
„W dobre gusta” – EMI Music Poland, 2005

### Gdańska Niezależna Inicjatywa Artystyczna
Współpraca z Gdańską Niezależną Inicjatywą Muzyczną z artystami Opery Bałtyckiej w Gdańsku przy spektaklach musicalowych „Musicale, Musicale...”

### Street Line Project
Zespół Street Line Project powstał w 2007 roku z inicjatywy Karola Kozłowskiego i Zdzisława Kalinowskiego. Tworzą go artyści, którzy ze swobodą poruszają się na polu zarówno muzyki rozrywkowej, jak i jazzowej. Zaprezentują pełne emocji autorskie kompozycje jazzowe o wielokolorowym wyrazie i niecodziennym spojrzeniu na otaczający świat dźwięków.
W skład zespołu wchodzą: Zdzisław Kalinowski – piano, Grzegorz Lewandowski – perkusja, Darek Herbasz – sax, Karol Kozłowski – bass, gościnnie: Tomasz Sowiński – perkusja

### 4Free
Członek zespołu.
Zespół otrzymał wyróżnienie na XI Ogólnopolskim Przeglądzie Młodych zespołów Jazzowych i Bluesowych. Koncerty między innymi: Sopot Molo Jazz Festiwal 2008.
Skład:
Marcin Wądołowski – git
Tomasz Wendt – sax
Adam Tkaczyk – drums
Karol Kozłowski – bass

## Dyskografia
- Elegans – W dobre Gusta (2004)
- Zagdański – Siedem (2006)
- Dj Wojak – Preparatura (2008)
- Zawodnik – Pierwszy sort (2009)
- Czarny Porzecz, Doktor Fatalny – Nowoczesne miasto (2009)
- Paul Band – Wanted (2010)
- Dj Wojak – Elektroduch (2010)
- DwaZera – Płyta z czarnych płyt (2011)
- Quartado – Quartado (2014)
- Kombi – Nowy album (2016)[2]
- Kombi – Koncert 40-lecia (2017)[3]
- Quartado – Quartado 2 (2019)
- Kombi – Bez ograniczeń energii 5–10–50 (2019)
- Kombi – Minerał życia (2021)
- Kombi Łosowski – Instrumentalnie (2025)